# Estación de Chagny
La estación de Chagny es una estación ferroviaria francesa de la línea París - Marsella, situada en la comuna de Chagny, en el departamento de Saona y Loira, en la región de Borgoña. Situada en un nudo ferroviario goza de un importante tráfico de trenes regionales. 

## Situación ferroviaria
La estación se encuentra en la línea férrea París-Marsella (PK 366,206). Además, pertenece al trazado de las siguientes líneas férreas.
- Línea férrea Nevers - Chagny. Eje transversal de 162 kilómetros de doble vía aunque sin electrificar. Tiene un uso principalmente regional.
- Línea férrea Chagny - Dole-Ciudad. Línea de 87,8 kilómetros casi totalmente desmantelada. La parte todavía operativa se dedica exclusivamente al tráfico de mercancías.

## Descripción
La estación es un clásico edificio de dos pisos con alas laterales pintado de color llamativo como muchas estaciones de la zona. Un pequeño reloj de agujas adorna la fachada. Se compone de cuatro vías y de dos andenes.
Dispone de atención comercial toda la semana y de máquinas expendedoras de billetes. Ofrece servicios de cafetería y restaurante. 

## Servicios ferroviarios

### Regionales
Los TER enlazan las siguientes líneas regionales:
- Línea Dijon - Lyon / Grenoble.
- Línea Dijon - Chalon-sur-Saône.
- Línea Chagny - Chalon-sur-Saône.
- Línea Dijon - Mâcon.
- Línea Paray-le-Monial - Dijon
- Línea Étang-sur-Arroux / Montchanin - Chalon-sur-Saône.